# Óblast de Vorónej
L'óblast de Vorónej (en rus Воро́нежская о́бласть, transliterat Vorónejskaia óblast) és un subjecte federal de Rússia.